# آموس هاولی
آموس هاولی (انگلیسی: Amos Hawley; ۵ دسامبر ۱۹۱۰ – ۳۱ اوت ۲۰۰۹) جامعه‌شناس اهل ایالات متحده آمریکا بود.
وی همچنین برندهٔ جوایزی همچون برنامه فولبرایت شده‌است.
او همچنین از اعضای انجمن پیشبرد علوم آمریکا و اعضای فرهنگستان هنر و دانش آمریکا است.

## تحصیلات
وی از دانش‌آموختگان دانشگاه میشیگان است.